# 岳福洪
岳福洪（1949年12月—），男，北京通州人，中华人民共和国政治人物。曾任中共辽宁省委副书记，辽宁省政协主席。中共第十六屆、十七屆中央候補委員。

## 生平
早年担任北京市人民政府副市长。2001年9月至2009年1月任内蒙古自治区党委副书记。2009年1月任中共辽宁省委副书记、辽宁省政协主席。